# رخش
رخش اسبِ رستم در شاهنامه فردوسی است. رخش در لغت به معنی رنگ سرخ و سفید درهم آمیخته‌است. چنانچه مشهور است بدن رخش دارای لکه‌های قرمز و زرد و گل‌های کوچک بود و از زیر دم تا زیر گردن و چشم تا دهان سفید بود.رخش و رستم عاقبت به دست شغاد کشته شدند

## برگزیدنِ رستم رخش را
رستم شاد شد و سپاس گذاشت و گفت: «اکنون مرا اسبی باید که یال و گرز و کوپال مرا بکشد و در نبرد دلیران فرو نماند.»
زال فرمان داد تا هرچه گله اسب در زابلستان و کابلستان بود از برابر رستم بگذرانند تا وی اسبی به دلخواه بگزیند.
چنین کردند. اما هر اسبی که رستم پیش می‌کشید و پشتش را با دست می‌فشرد پشتش از نیروی رستم خم می‌شد و شکمش به زمین می‌رسید. تا آن که مادیانی پیدا شد زورمند و شیر پیکر:
| دو گوشش چو دو خنجر آبدار |  | برو یال فربه، میانش نزار |

در پس مادیان کره ای بود سیه چشم و تیز تک، میان باریک و خوش گام:
| تنش پر نگار از کران تا کران |  | چو برگ گل سرخ بر زعفران |
| به نیروی پیل و به بالا هیون |  | بزهره چو شیر که بیستون  |

رستم چون چشمش براین کره افتاد کمند کیانی را خم داد تا پرتاب کند و کره را به بند آورد. پیری که چوپان گله بود گفت: «ای دلاور! اسب دیگران را مگیر.» رستم پرسید: «این اسب کیست که بر رانش داغ کسی نیست ؟»
چوپان گفت: «خداوند این اسب شناخته نیست و دربارهٔ آن همه گونه گفتگو ست. نام آن «رخش» است و در خوبی چون آب و در تیزی چون آتش است. اکنون سه سال است که رخش در خور زین شده و چشم بزرگان در پی اوست. اما هر بار که مادرش سواری را ببیند که در پی کره اوست چون شیر به کارزار در می‌آید. راز این بر ما پوشیده‌است. اما تو بپرهیز و هشدار
| که این مادیان چون در آید بجنگ |  | بدرد دل شیر و وچرم و پلنگ |

رستم چون این سخنان را شنید کمند کیانی را تاب داد و پرتاب کرد و سرِ کرّه را در بند آورد. مادیان بازگشت و چون پیل دمان بر رستم تاخت تا سر وی را با دندان برکند.
رستم چون شیر ژیان غرش کنان با مشت بر گردن مادیان کوفت. مادیان لرزان شد و بر خاک افتاد و آن گاه برجست و روی پیچید و به سوی گله شتافت. رستم خم کمند را تنگتر کرد و رخش را فراتر آورد و آن گاه دست یازید و با چنگ خود پشت رخش را فشرد. اما خم بر پشت رخش نیامد، گویی خود از چنگ و نیروی رستم آگاه نشد. رستم شادمان شد و در دل گفت: «اسب من اینست و اکنون کار من به سامان آمد.» آن گاه چون باد بر پشت رخش جست و بتاخت درآمد.
سپس از چوپان پرسید: «بهای این اسب چیست ؟»
چوپان گفت: «بهای این اسب بر و بوم ایران است. اگر تو رستمی از آن توست و بدان کار ایران را به سامان خواهی آورد .»
رستم خندان شد و یزدان راسپاس گفت و دل در پیکار بست و به پرورش رخش پرداخت. به اندک زمانی رخش در تیزگامی و زورمندی چنان شد که مردم برای دور کردن چشم بد از وی سپند در آتش می‌انداختند.
| دل زال زر شد چو خرم بهار |  | ز رخش نو آیین و فرخ سوار |

## رخش در ادبیات

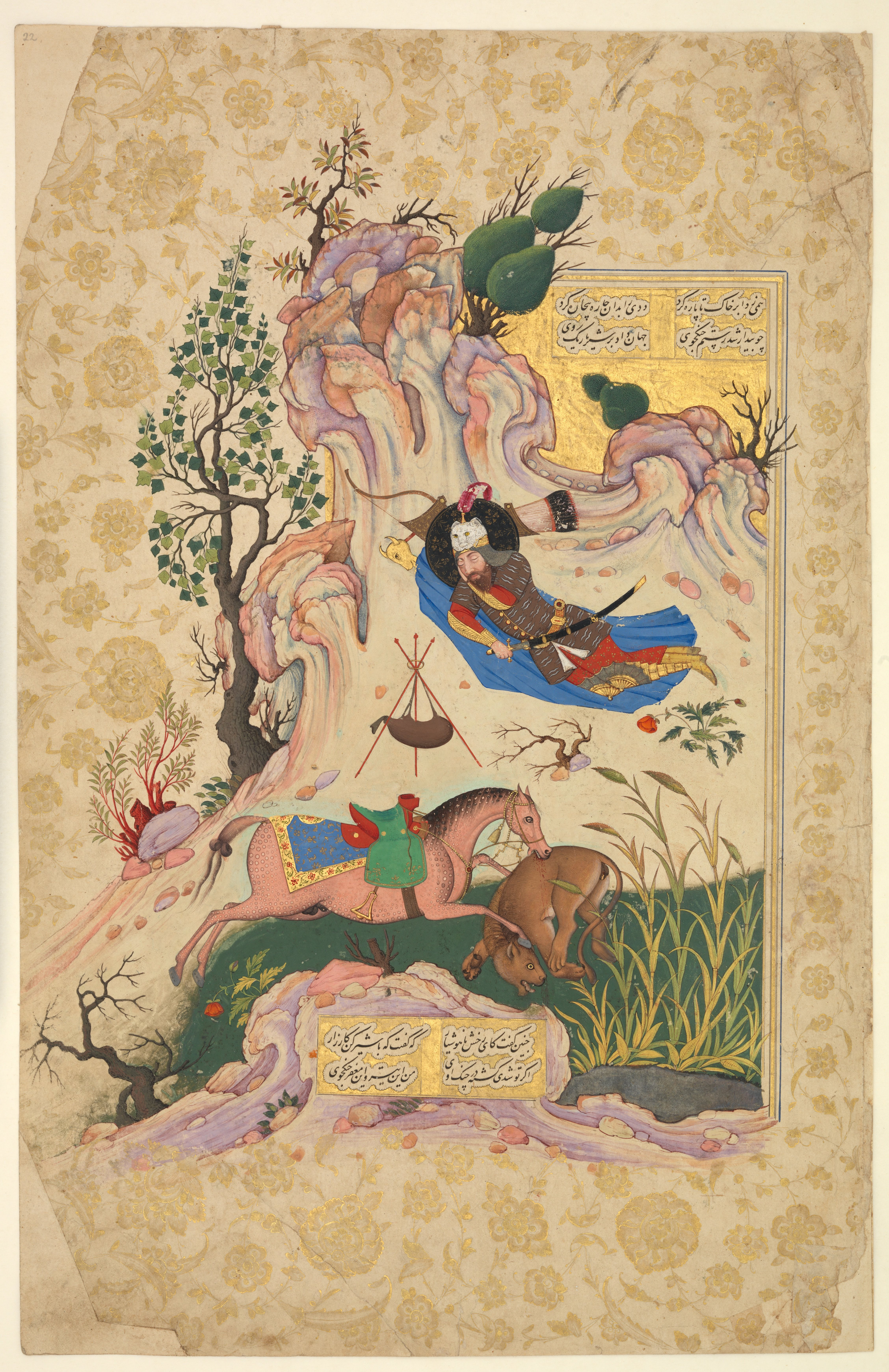
برگی از کتاب شاهنامه منسوب به شاه عباس اول که بین سال‌های ۱۵۹۰ تا ۱۶۰۰ میلادی، کشیده شده‌است. در این برگ، هفت‌خان رستم، خان اول: نبرد رخش با شیر به‌تصویر کشیده شده‌است. این کتاب در مالکیت کتابخانه چستربیتی در دوبلین، ایرلند قرار دارد.

- فردوسی

| چنین گفت رستم خداوند رخش      |  | که گر نام خواهی درم را ببخش    |
| .                             |  | .                              |
| همی رخش خوانیم و بور ابرش است |  | به خوبی چو آب و به رنگ آتش است |

- خاقانی

| اگر تن به حضرت نیارم عجب نی    |  | که رخش سزاوار رستم ندارم      |
| .                              |  | .                             |
| رخش به هَرّای زر بردن در پیش دیو |  | پس خر افکنده سم مرکب جم ساختن |
| .                              |  |                               |

| رخش دانش را ببر دنبال و پی برکش ازآنک |  | هفتخوان عقل را رستم نخواهی یافتن |
| .                                     |  | .                                |

| رخش همام گفت که ما باد صرصریم      |  | مفلوج گشته کوه ز زور و توان ماست |
| .                                  |  | .                                |
| لاشه تن که به مسمار غم افتاد رواست |  | رخش جان را بدلش نعل سفر بربندیم  |

- دقیقی

| ترا سیمرغ و تیر گز نباید |  | نه رخش جادو و زال فسونگر |

- سنایی

| عاشق که جام می‌کشد بر یادروی وی کشد |  | جز رخش رستم کی کشد رنج رکاب روستم |

- انوری

| نباشد منتظم بی کلک تو ملک |  | حدیث رستم است و رخش رستم |

- سوزنی

| ز رخش رستم و شبدیز خسرو |  | نکردم یاد و از وی یاد کردم |

- فرخی

| گویی آن پور سمند است و منم بیژن گیو |  | گویی آن رخش بزرگ است و منم رستم زال |

- لامعی

| همواره پشت و یار من پوینده بر هنجارمن |  | خاراشکن رهوار من شبدیزخال و رخش عم |

- منوچهری

| رخش با او لاغر و شبدیز با او کندرو |  | ورد با او ارجل و یحموم با او اژگهن |

## امثال و حکم
رخش باید تا تن رستم کشد.